# Marina, Princesa de Nápoles
Marina, Princesa de Nápoles (nascida Marina Ricolfi Doria, 12 de fevereiro de 1935) é uma ex-esquiadora aquática e viúva de Vítor Emanuel, Príncipe de Nápoles, filho de Humberto II da Itália (último rei de Itália) e Maria José da Bélgica, e pretendente ao trono do Reino de Itália.

## Biografia
Marina é filha de René Italo Ricolfi Doria (30 de abril de 1901 – 4 de fevereiro de 1970) e Iris Amalia Benvenuti (14 de janeiro 1905 – 10 de setembro de 2004). Ela tem três irmãs: Silvia, Nina e Alda, e um irmão, Dominique.

## Carreira
Em 1955, Marina Doria foi para a Flórida e tornou-se uma atração como esquiadora aquática do parque temático Cypress Gardens. Ela era campeã de esqui aquático, venceu títulos mundiais em três ocasiões, nas modalidades de truques (manobras) em 1955 e 1957, e slalom em 1957. Além disso, ela ganhou quatro títulos gerais consecutivos no Campeonato Europeu, de 1953 a 1956, e vários títulos nacionais em sua terra natal, a Suíça. Em 1991 Doria foi incluída como membro do Hall of Fame da Federação de Esqui Aquático Internacional.

## Casamento
Depois de um noivado de 11 anos e contra a vontade do pai do noivo, o casamento com Vítor Emanuel, um banqueiro e vendedor de helicópteros, ocorreu em Teerã em 7 de outubro de 1971, por ocasião da celebração dos 2,5 mil anos do Império Persa. Eles têm um filho, Emanuel Felisberto.
Quando seu marido, Vítor Emanuel, foi autorizado a regressar à sua terra natal em 2002, eles se mudaram da Suíça para a Itália.

## Descendência
- Emanuel Felisberto, Príncipe de Veneza e Piemonte (22 de junho de 1972); casou com a atriz francesa Clotilde Courau, com quem tem duas filhas:
  - Princesa Vittoria Cristina de Sabóia (28 de dezembro de 2003)
  - Princesa Luisa Giovanna de Sabóia (16 de agosto de 2006).[10]